# Aegiochus incisa
Aegiochus incisa là một loài chân đều trong họ Aegidae. Loài này được Schiödte & Meinert miêu tả khoa học năm 1879.